# 동산서원 (경산시)
동산서원 (경산시)(東山書院)은 대한민국 경상북도 경산시에 위치한 조선 시대의 서원이다. 1813년에 창건되었으며, 정연(鄭珚)을 제향하고 있다.